# Temple grec

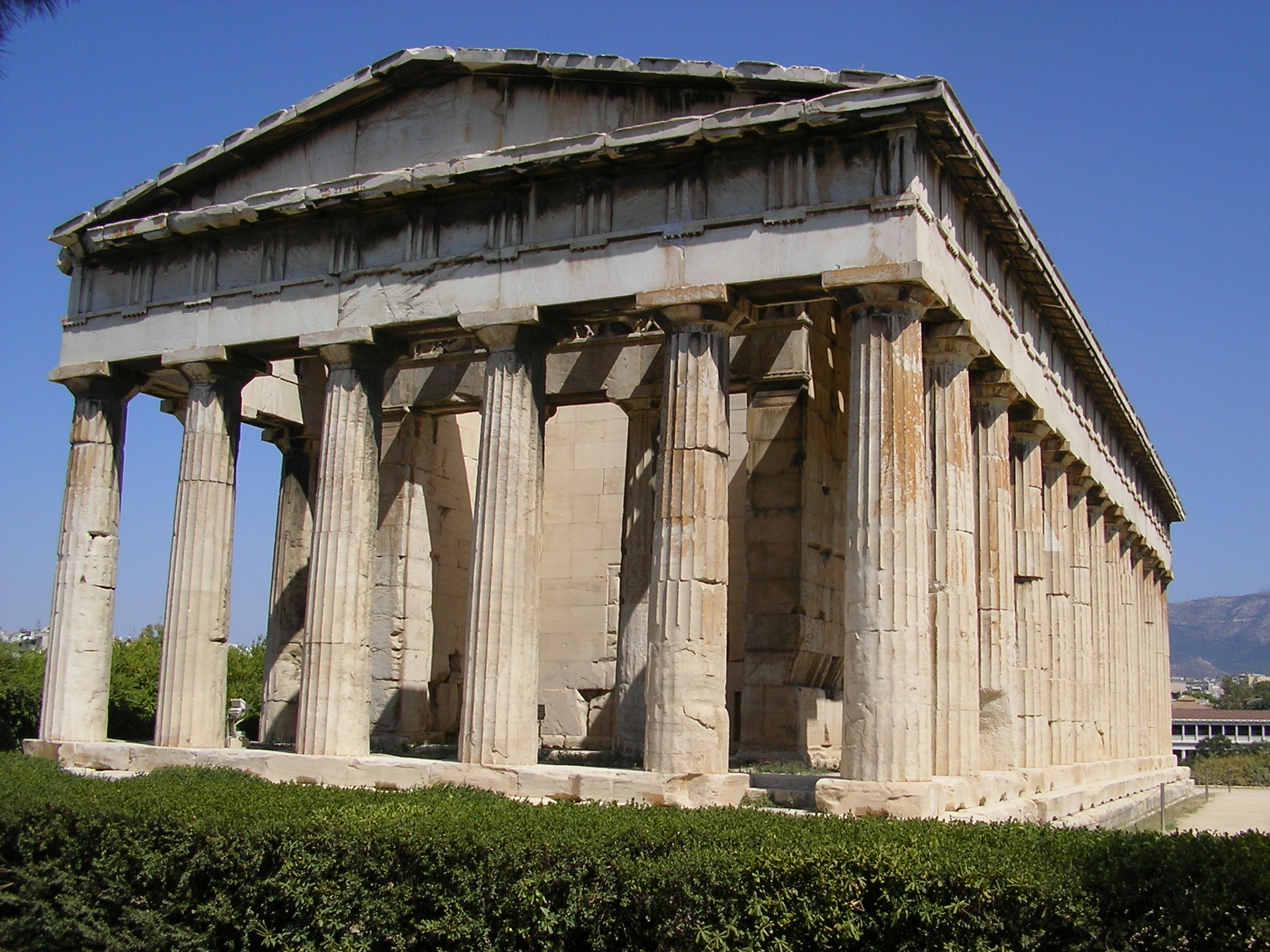
L'Héphaïstéion d'Athènes, temple d'Héphaïstos et d'Athéna Ergané, l'un des temples grecs doriques les mieux conservés.

Le temple grec (le temple se dit en grec ancien ὁ ναός, ho naós « l'intérieur », sémantiquement différent du latin templum, « temple ») est un type d'édifice religieux développé en Grèce antique dans le cadre de la religion grecque. Les temples, qui constituaient les lieux de culte les plus élaborés du polythéisme grec, ont donné lieu à des chefs-d'œuvre architecturaux comme le Parthénon. Longtemps après la fin du polythéisme grec, l'architecture des temples grecs antiques a été l'une des sources d'inspiration de l'architecture néoclassique.

## Histoire
La civilisation minoenne et la civilisation mycénienne, qui célébraient leurs cultes dans les maisons et les palais, ou bien en plein air, n'ont pas construit de temples. Cependant, le palais crétois et le mégaron mycénien inspireront la conception du temple grec ultérieurement, notamment au niveau de l'entrée et du porche. 
Le temple grec apparaît au cours des siècles obscurs (époque proto-archaïque), peut-être au IXe siècle av. J.-C., avec les mêmes matériaux de construction que ceux servant à bâtir les maisons. Ce qui permet de supposer qu'il est issu de l'architecture domestique : ses murs, posés sur des soubassements en pierre, sont en brique crues et recouverts de stuc. Ses colonnades extérieures sont des poutres en bois (elles permettent de dissocier les descentes des charges en dehors des parois), de même que sa charpente coiffée d'une toiture en chaume recouverte d'argile (des décors sont alors possibles sur la toiture et les parois extérieures), comme l'archéologie le reconstitue (sanctuaires  primitifs comme l'Héraion de Perachora, le temple d'Apollon Daphnephoros et l'Héraion de Samos en Érétrie). Ces temples sont alors de simples cabanes qui abritent les statues de culte. Durant l'époque archaïque et jusqu'au VIIe siècle, ces constructions restent relativement pauvres et sont donc périssables, d'où l'absence de traces d'habitations à l'exception des trouvailles céramiques sur un site éminence.
Les premiers temples grecs de forme canonique (plan avec pronaos, naos et opisthodome) bâtis en pierre, en toit à double pente recouvertes de tuiles et décorés de sculptures en marbre apparaissent au VIIe siècle av. J.-C. qui voit l'émergence de l'ordre dorique et ionique.
Durant les temps les plus reculés (siècles obscurs, 1200-800/776 av. J.-C.), le culte était rendu dans les demeures des rois, dans des sanctuaires de plein air surmontés d'un autel et délimités par un péribole, ou dans de petits bâtiments (souvent constitués d'une pièce). Le temple grec architectural naît au IXe siècle av. J.-C. Ces temples architecturaux sont construits sur ces sanctuaires de plein air et ces petits bâtiments antérieurs[réf. nécessaire].
Quand les monarchies sont abolies à partir du milieu du VIIIe siècle av. J.-C., les demeures royales disparaissent et le nombre de temples augmente beaucoup. La pierre s'impose à partir du VIIe siècle av. J.-C., et le marbre au début du siècle suivant. L'un des plus anciens temples grecs en marbre est le temple d'Artémis à Éphèse, en Asie mineure, l'une des Sept Merveilles du monde antique, construit entre -560 et -550. Le temple grec le plus célèbre est le Parthénon, sur l'acropole d'Athènes. Dédié à Athéna, il fut construit à l'époque classique, entre 447 et 438 av. J.-C..

## Structure d'un temple grec

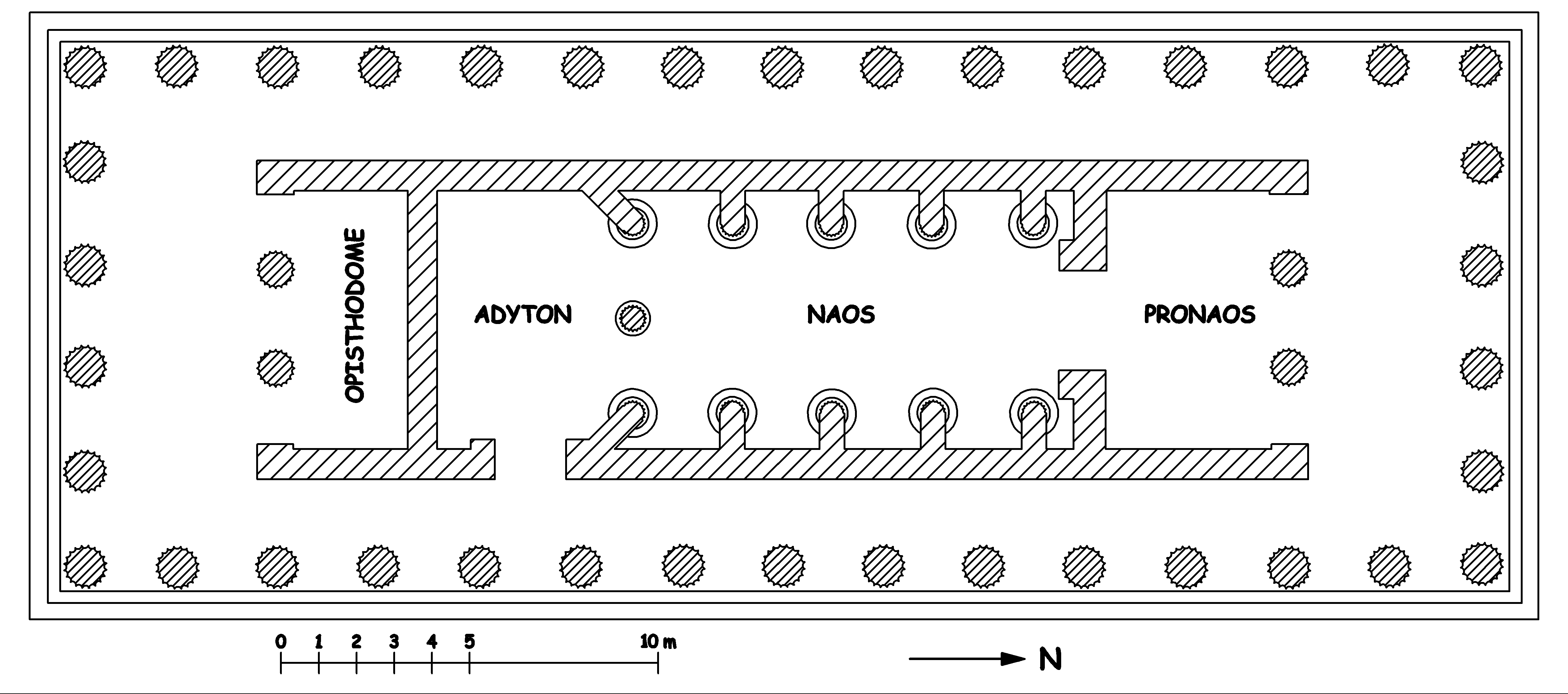
Plan au sol d'un temple périptère, hexastyle, avec pronaos et opisthodome.

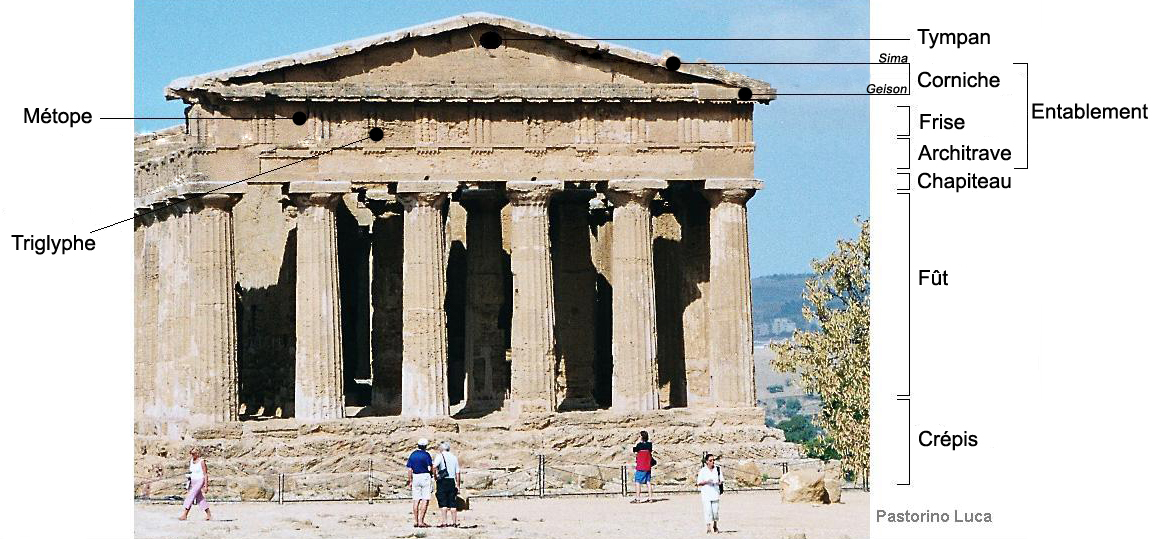
Élévation d'un temple.

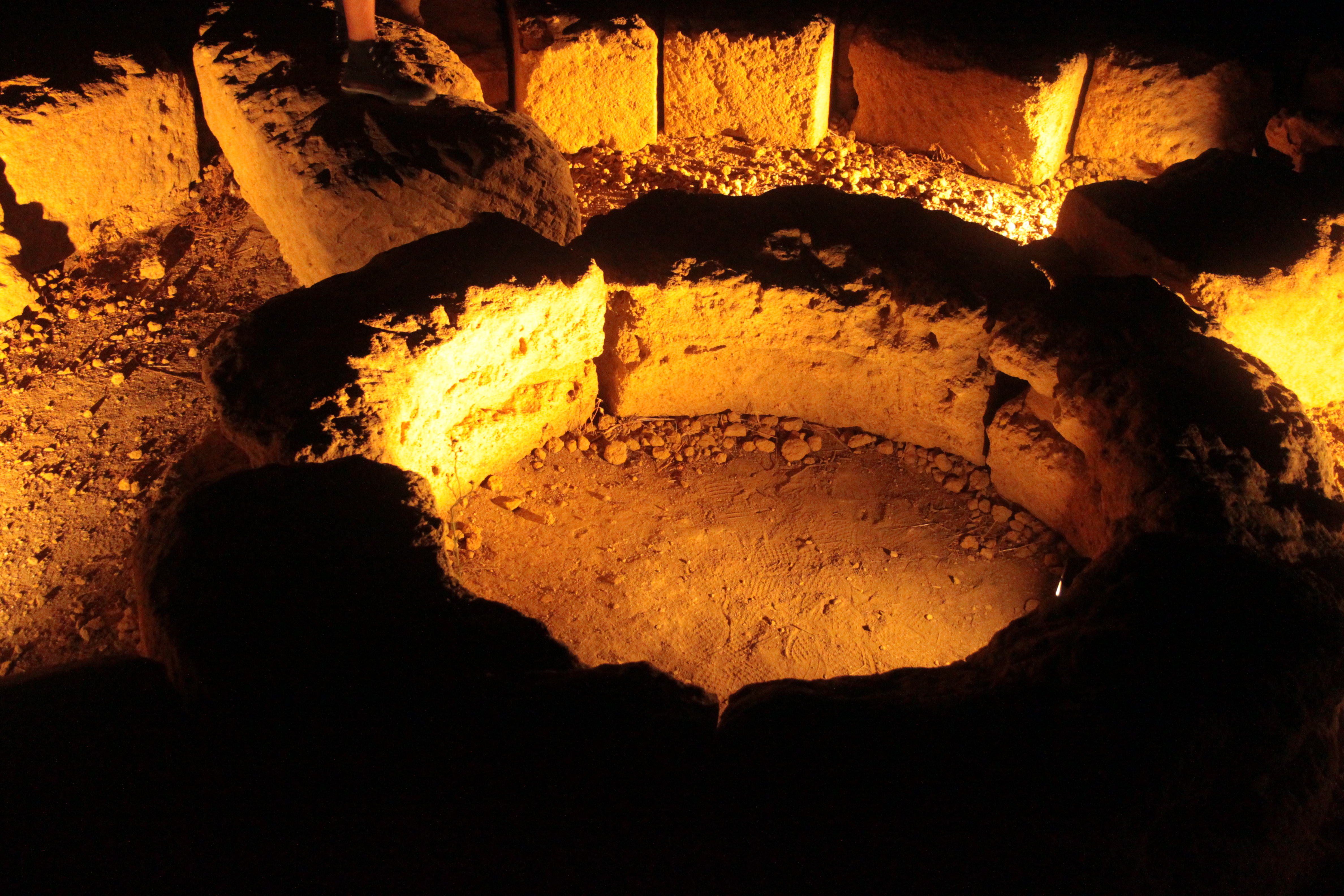
Autel-bothros du site archéologique d'Agrigente.

### Plan au sol
Un temple grec se divise en deux parties : le sékos, la partie fermée, entourée de parois ; et le péristyle, la partie ouverte, délimitée par une colonnade. La partie fermée du temple comporte en son cœur le naos (dont le nom latin est cella), qui abrite la statue de la divinité. Derrière le naos, ou au fond de la même salle, se trouve parfois un adyton. Lorsque le temple est plus vaste, le naos est précédé d'un pronaos qui sert d'entrée, et derrière le naos se trouve une chambre arrière appelée l'opisthodome.
Certains temples sont entièrement entourés de colonnes : cette colonnade extérieure est appelée péristasis, et les temples construits ainsi sont dits périptères ; dans le cas d'un édifice entouré entièrement d'une double rangée de colonnes, le temple est qualifié de diptère (en anglais : dipteral). Lorsque le temple comporte seulement une rangée de colonnes devant la façade, il est dit prostyle. Si le temple comporte des colonnes sur la façade avant et à l'arrière, mais non sur les côtés, il est dit amphiprostyle. Un temple est aussi caractérisé par le nombre de colonnes que présente sa façade : il peut être distyle, tétrastyle, hexastyle, octostyle (comme le Parthénon) ou décastyle. Le seul exemple de temple dodécastyle (à douze colonnes en façade) connu est le temple d'Apollon à Didymes.
Les temples grecs sont le plus souvent rectangulaires, mais il existe plusieurs autres formes moins répandues, comme la tholos, de forme circulaire, qui a souvent des fonctions autres que purement cultuelles.
Devant le temple, un autel est destiné aux sacrifices. Il est soit quadrangulaire, donc orienté (le bomos), simple table d'offrande qui est normalement destinée au culte des dieux ouraniens, soit rond (le bothros), fosse où l'on sacrifie aux dieux chthoniens et qui permet au sang des victimes de pénétrer dans la terre jusque dans leur demeure.

### Élévation
Un temple grec repose sur une base appelée crépis. La partie la plus haute de la crépis est le stylobate, qui supporte les colonnes. Les colonnes supportent une architrave, elle-même surmontée d'une frise où alternent des panneaux décorés, les métopes, et des ornements appelés triglyphes. Au-dessus encore se trouvent le fronton et le toit de l'édifice. Le sommet et les extrémités du fronton pouvaient être décorés d'acrotères.
L'aspect des colonnes est très variable selon les styles architecturaux. On y distingue trois ordres architecturaux : l'ordre dorique, l'ordre ionique et l'ordre corinthien.

### Situation et orientation
Dans la mesure où la topographie le permettait, les temples grecs étaient indépendants et conçus pour être vus de tous les côtés, à la différence des temples romains intégrés dans des complexes architecturaux (forum, sanctuaire) et dans lesquels la façade frontale tenait le rôle prépondérant. De plus, l'orientation des temples grecs fut le plus souvent déterminée par des considérations astronomiques, les Grecs empruntant probablement cette symbolique aux sanctuaire égyptiens. Les archéologues ont en effet mis en évidence que la fête de la divinité abritée dans le temple tombait souvent au jour où la statue divine alignée avec l'entrée du sanctuaire (ou l'autel devant l'entrée et destiné aux sacrifice) recevait les premiers rayons du soleil.

## Décoration

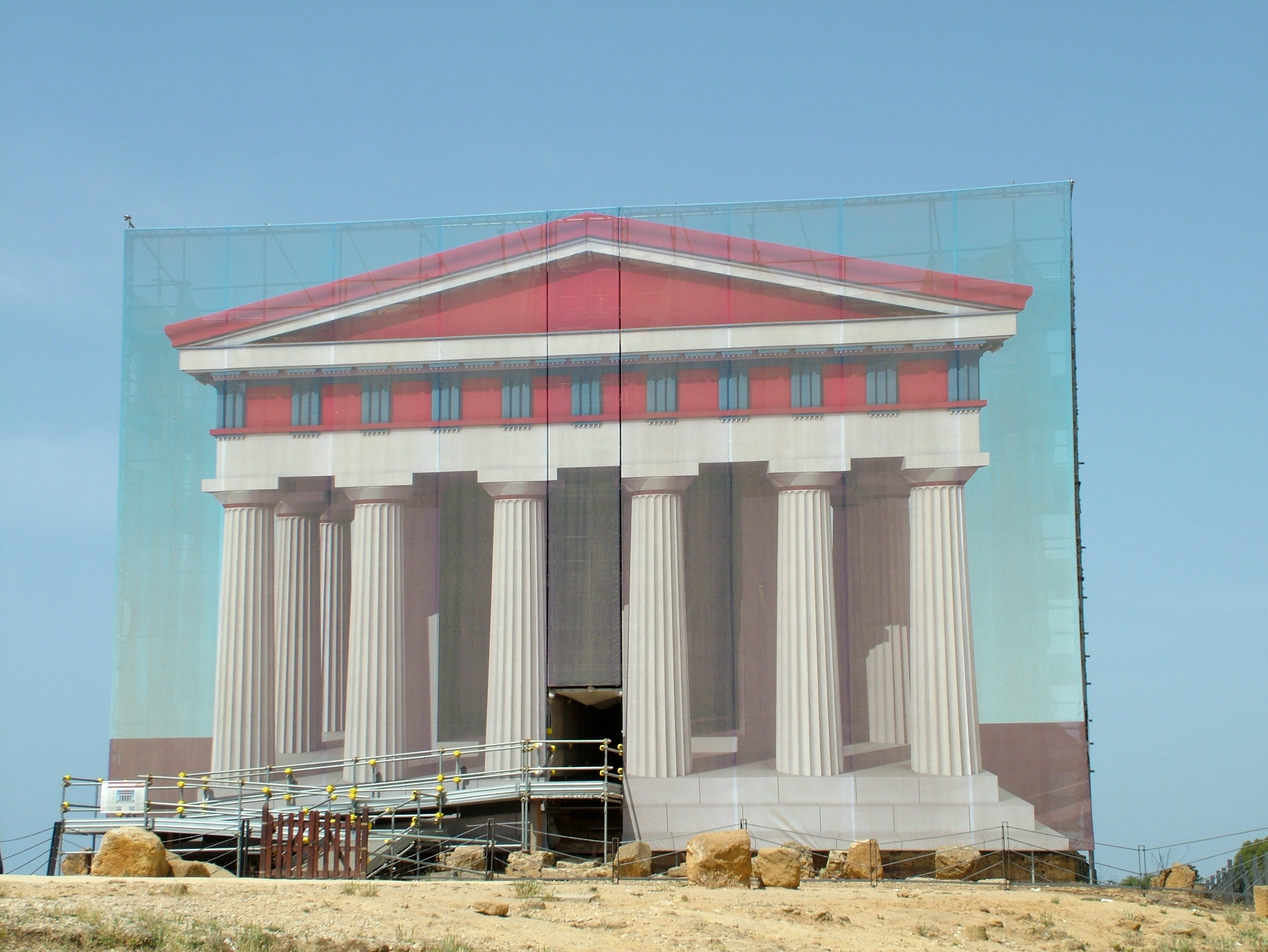
Reconstitution en couleur d'une façade de temple grec. Panneau peint sur les échafaudages du chantier du temple de la concorde à Agrigente en 2006.

### Polychromie
Les temples grecs étaient peints de couleurs vives, utilisant principalement quatre teintes : le bleu,le gris, le rouge et le blanc (le noir pouvait être utilisé à l'occasion). Les escaliers, les colonnes et les architraves étaient généralement blanches. La frise était structurée grâce des couleurs : pour les frises doriques, les triglyphes bleus alternaient avec des métopes sur fond rouge et les figures en haut-relief étaient peintes dans une couleur imitant celle de la peau. 

### Décor sculpté
Les parties du temple offrant le plus de possibilités d'ornementation sculptée étaient le fronton, les métopes, la frise qui courait au-dessous de l'architrave, ainsi que la frise qui courait au sommet des murs du sékos et qui n'était visible que pour le spectateur placé sous la colonnade extérieure (c'est par exemple à cet endroit que se trouvait à l'origine la frise du Parthénon). 
L'intérieur du temple abritait une statue du dieu ou de la déesse auquel il était consacré.

## Fonctions culturelles
En Grèce antique, les temples ne sont pas indispensables au culte, puisque la pratique cultuelle nécessite seulement de délimiter un espace sacré (téménos) ; le temple, lorsqu'il y en a un, est édifié à l'intérieur des limites du téménos. La fonction première du temple est d'abriter les statues des divinités ainsi que les biens que la divinité possède, principalement les offrandes qui lui sont faites. La plupart du temps, les rites ont lieu à l'extérieur du temple et il est interdit d'y entrer ; l'édifice n'est ouvert qu'en de rares occasions. Certains temples font exception en raison de leur fonction particulière : ainsi le temple d'Apollon à Delphes, où l'on venait consulter la Pythie pour recevoir ses oracles.